# 百花繚乱 SAMURAI GIRLS
『百花繚乱 SAMURAI GIRLS』（ひゃっかりょうらん サムライ・ガールズ）は、すずきあきらによるライトノベル。イラスト担当はNiθ（ニシー。θの上に^）。また、日本の出版社・ホビージャパンの創業40周年記念メディアミックス企画。

## 概要
2009年2月にHJ文庫より原作小説が刊行されると共に、ホビージャパンの創業40周年記念企画として発表された。同時にアルターによるフィギュアシリーズの製作が予告されている。
『クイーンズブレイド』をメディアミックス展開し、特にそのフィギュアシリーズで好評を得ていたホビージャパンが新たに同種の企画の立ち上げを模索する中で、HJ文庫編集部がすずきあきらにフィギュア展開を前提とした小説の執筆を依頼。ホビージャパンの要望を入れ込む形で、キャラクターデザインが作られていった。当初はフィギュアやグッズ・コミックなどでの展開を主として構想されていたが、『クイーンズブレイド』アニメ化などの流れが、本作品のアニメ化も推進することになった。
公式サイトにて風華チルヲによるWEBコミック（4コマ漫画）が連載された。その他に5種のコミカライズが展開された。
2010年10月から12月までテレビアニメが放送された。原作とは一部異なる設定が組み込まれている。
なお、『月刊コミック電撃大王』（アスキー・メディアワークス）連載の漫画「〜百花繚乱〜 戦国乙女」（作画・しなのゆら、平和のパチンコ「CR戦国乙女」が原作）とは無関係である。

## スタッフ
- 原作 - すずきあきら
- キャラクターデザイン - Niθ
- フィギュア製作 - アルター
- コスプレ衣装製作 - コスパ
- コミック - 風華チルヲ

## あらすじ
元号が「平誠」に改まってから20年余を過ぎた21世紀初頭の日本。鎖国は解かれたものの徳川幕府の治世が続き、慶康が第25代将軍の座に就いていた。
霊峰・富士山の麓に築かれた巨大教育機関・武應学園塾では、生徒会執行部が「豊臣狩り」と称して徳川家に対する反乱分子と認定した在校生への弾圧を強め、その横暴に対する不満は強まる一方であった。
父の失踪後、在校生ながら学園併設の柳生道場で師範代を務める柳生宗朗は執行部の豊臣狩りに疑問を抱き、距離を置いていたが突如として生徒会から道場の明け渡しを命じられる。明け渡しの期日が間近に迫ったある日の晩、宗朗がいつものように道場で修練に励んでいると突然、空から天井に穴を空けて大小2振の刀を持った全裸の美少女が降って来た。柳生十兵衛三厳を名乗るその少女は道場を強襲した風紀委員会の服部忍群を華麗な剣術で撃退するが、その後も宗朗の前には次々と歴史上の武人の名を受け継いだ美少女達が現れる。

## 登場人物

### 柳生道場の関係者
宗朗を慕い柳生道場にて生活をする者で宗朗の剣姫たち。
柳生 十兵衛 三厳（やぎゅう じゅうべえ みつよし）
声 - 悠木碧
本編のヒロイン。ある日の晩に突然、柳生道場の天井を突き破って空から降って来た赤毛の美少女（アニメ版では半蔵たちに追われているところに空から降ってきた）。剣豪・柳生三厳の名前を自称するもののその関係は謎に包まれている。過去の記憶が無く、便宜的に宗朗を「お兄ちゃん」と呼んでいる。
普段は性格も言動も子供っぽいが、宗朗とのキスで普段は眠っている剣豪・三厳の魂が覚醒する。体の中に三厳の魂が宿っているためか、普段の状態であっても剣姫状態には劣るが天才的な剣の腕前を持っている。
本人によるとニックネームを考えることが得意であり、出会った人にあだ名をつけてはそれで呼んでいる（ただし千姫と半蔵は名前で呼んでおり兼続にいたっては毎回変わる）。
武器は三池典太の銘が入った大小2振の日本刀で、鞘を太腿に結んだ注連縄に差しており、この鞘を軸に弧を描きながら回転する独特の剣術を得意とする。剣豪・三厳と異なり隻眼ではないが、三厳が眼帯代わりに用いていた刀の鍔を髪留めにしている（道場の蔵の中にあったものを勝手に私物化しているが、アニメ版では初めからしている）。
アニメ版第2期では、第1期のラストでは義仙と戦い、共に消滅したと思われたが、宗朗が武者修行の旅を終えた後、メイド喫茶「真陰（トゥルーシャドウ）」となった柳生道場にいつの間にかいて、メイド店員の服に着替えていた。ダークサムライが柳生道場に道場破りに来た時、宗朗と接吻をして剣姫にしようとしたが、なぜか剣姫にならず、手も足も出ない状態。自分が十兵衛と名乗り出たが、信じてもらえず武蔵からは偽物呼ばわりされているが、常連客となっている武蔵とは仲良くなっていて、“むっちゃん”と呼んでいる。道場の借金返済が終わり、気の鍛錬と慶次の知識のおかげで、消滅したと思われた三厳の人格と力が復活。しかし、力は復活はしたが、剣姫化の解除ができなくなり、一時は「氣」の暴走で苦しい思いをしたが、宗明と慶次のおかげで元に戻ることができた。その後、決闘当日に柳生道場を訪れた武蔵と対決をする。
アニメ版で、剣姫発動時の掛け声、第1期では無かったが第2期では“天下無双（てんかむそう）”と叫び剣姫化し、剣妃では“百花繚乱（ひゃっかりょうらん）”という掛け声で剣妃化した。
柳生 宗朗（やぎゅう むねあきら）
声 - 平川大輔
本編の主人公。武應学園塾高等部の男子生徒。16歳。塾併設の柳生道場師範であった父・宗義の失踪後、在校生ながら師範代に任命され他の塾生に剣術を指導している（アニメ版では父について語られておらず、学園にも生徒としては登録されていない。また、真陰流の免許皆伝をしている）。
生徒会執行部の容赦無い豊臣狩りに対しては個人的に反対であるものの、生徒会の要職に在る徳川家の子女とは幼少の頃からの交友関係も有り積極的に異を唱えることはせず距離を置く姿勢を取っていた。しかし、そうした姿勢が非協力的であるとみなされ道場の明け渡しを生徒会より命じられる（アニメ版では幸村と又兵衛をかくまったこととして生徒会から襲撃を受ける）。十兵衛の降臨後は、幸村にそそのかされる形で生徒会に豊臣狩りを止めさせるため反生徒会の旗幟を鮮明にし、実質的なリーダーとなっている。
現在は父が失踪しているため表柳生家の実質的当主。しかし柳生家の歴史についてはそれほど詳しくはなく、裏柳生の存在も知らなかった（宗義が話さなかったせいであるが）。義仙によると「あったかいところで育った甘い坊ちゃん」。
本来は徳川将軍家の男子にしか現れることのないはずの将の力を持っており、現在6人の士（と1匹）と契約している（アニメ版第1期では、3人だけ）。また、彼の将としての力はイレギュラーな要素があり、慶彦もその力を欲しがっている。
基本的に温和な性格であり、たとえ自身が殺されるような場面であろうと殺生を好まず、困っているようならば敵味方関係なく誰にでも手を差し伸べることから周囲からは甘すぎると評されながらもどこか憎むことの出来ない人柄をしている。男女交際にあたっての知識や恋愛などに関することは非常に疎く、道場の面々やニアから好意を寄せられているも気付いていない。また、自身の気付いていないところで好意を寄せられていることから、兼続から「第六天色魔」「野獣宗朗」などと呼ばれている。
幼いころから鍛えていたため体は引き締まっており、慶彦とはまた別の魅力を持っている。
武器は極一般的な大太刀であるが、士や剣姫の攻撃を受けても折れることはなく刃こぼれも見受けられないため、なかなかの業物のようである。
真田 幸村（さなだ ゆきむら）
声 - 釘宮理恵
武應学園塾中等部の女子生徒。13歳（アニメ版では15歳の高校一年生）。白のスクール水着に陣羽織（アニメ版では、剣姫時の衣装となっている）という奇抜な出で立ちに、お供の小猿・佐助がトレードマーク（アニメ版第1期では登場しないが、第2期では登場している）。十兵衛からは「ゆっきー」と呼ばれている。シャンプーハットが無いと髪が洗えなかったり背の低さや華奢な体格から小学生と間違われることと、おでこの広さを指摘されることをひどく嫌う。
豊臣氏を除く武家が再興を赦された中で真田氏の娘として生まれ、真田信繁の別名・幸村を受け継いだ。性格は傲慢不遜であるが軍師として名を馳せた幸村の名に恥じない戦術家。十兵衛の出現に戸惑っている宗朗の前に又兵衛を従えて現れてそのまま柳生道場に居座り、豊臣狩りに個人では反対しながらも生徒会に異を唱えることを躊躇していた宗朗を煽って反徳川陣営のリーダーにしてしまう（アニメ版ではこの話はない）。華奢な体格に反して食事の量は多く、柳生道場のエンゲル係数を大幅に押し上げている。
十兵衛・千姫の奪還の際に又兵衛と共に宗朗の剣姫となり、その後、柳生道場の離れに十兵衛や又兵衛と共に住むこととなる（アニメ版では、千姫に呼ばれた宗朗が思わず起き上った時に、偶然契を結ぶ形となった。又兵衛は関わっていない）。
すでに学園からは大学院までの飛び級が確定していたが宗朗と共にいるため、宗朗のクラスに飛び級してきた。
軍資金として株取引をしており10億円ほどあったが第5巻にて礼萬ショックの余波を受けたために株価が暴落し無一文となった。
現在、宗朗の剣姫の中で唯一身体能力の向上以外の能力が確認されており（十兵衛は除く）、テレパスと透視（戦場・状況把握）を得た。
アニメ版で、剣姫発動時の掛け声“不惜身命（ふしゃくしんみょう）”。
武器は2つの金属バット並みに巨大な鉄扇で、扇の淵には金属片がついており、防御に適した武器である。攻撃の際はブーメランのように放り投げるが、その際に大きな隙が出来やすいという欠点がある。
後藤 又兵衛（ごとう またべえ）
声 - 小林ゆう
槍の達人として名を馳せた後藤基次の別名・又兵衛を受け継いだ武應学園塾の女子生徒。反徳川の立場より幸村に付き従っているが、寡黙で余り気が強くないためか使いっぱしりに近い扱いを受けることも。十兵衛からは「べーたさん」と呼ばれている。
大柄な体の割には小食で幸村の食欲とは対照的。十兵衛と千姫を奪還する際、幸村と共に宗朗の剣姫となる（アニメ版では、契を交わしていないが、契るよう幸村に命令されている。第1話のプロローグシーンでは、マスターサムライとなっていて、幸村や十兵衛達と共に闘っていた。その時は、ふんどしではなくミニスカートらしきものをはいていた）。
普段から制服にふんどしという格好をしているため下着をはくことを嫌がる。常人よりも数倍優れた嗅覚を持つうえ、極度のにおいフェチで、洗濯の際には幸村や十兵衛の衣服のにおいを嗅ぐのが至福の時間となっており、最近は宗朗の衣服のにおいにも興味を示している。
第2期からは、幸村が危ない目にあっているのに、なにも力になれなかったことに負い目を感じはじめる。炭焼き小屋でキスの練習をしている様子。その後、千が大鬼に囚われたのを助けるため、宗明と契り、6人目の剣姫となる。
半蔵を間違って槍で攻撃した際に「…峰打ちだから大丈夫」などと言っており意外と天然である。
武器は長大な五丈鑓で一人で槍衾（やりぶすま）を作り出すことの出来るほどの高速の突きを繰り出す。
徳川 千（とくがわ せん）
声 - 寿美菜子
第25代将軍・慶康の息女で通称：千姫。慶彦の妹にして武應学園塾生徒会副会長。徳川秀忠の息女・千姫の名を受け継いでいる。剣術指南のため徳川家に出入りしている宗朗とは幼馴染みであるが、中等部への進学後は関係が疎遠になっていた。
柳生道場襲撃の際に転倒した宗朗とキスしてしまったことで宗朗の剣姫となる。その後、慶彦の命で生徒会城地下牢に幽閉されるも宗朗たちの手によって救出され、そのまま柳生道場に住み込むことにした。
徳川家の姫ということもありプライドが高い。金遣いが荒く、不足分は半蔵が自身の給金から出していた。
アニメ版で、宗朗の剣姫になる前から柳生道場に住み込む。兼続襲撃の際、自ら望んで宗明にキスをし剣姫となる。剣姫発動時の掛け声“典雅流麗（てんがりゅうれい）”。剣姫時の格好は幸村と同じく、原作での背格好と同じ。
武器は装飾の施されている薙刀。
服部 半蔵 美成（はっとり はんぞう よしなり）
声 - 後藤沙緒里
服部氏に代々伝わる服部半蔵の名を受け継いだ武應学園塾風紀委員長で宗朗のクラスメイトにして学級委員長。眼鏡とメイド服がトレードマーク。旗本生徒会の命を受けて服部忍群を従えて宗朗に柳生道場の明け渡しを迫るが突如現れた十兵衛に阻まれ失敗し、その後千姫の柳生道場への移住に際し、共に移住することに決めた。風紀委員長であるが、学園の事情を把握していないといけない立場でありながら、しまいにはマークしている柳生宗朗に妹がいないことがわかっていないなど、能力は低い。
第2巻にて千姫が宗朗にキスするよう迫った際に阻止せんと2人の間に割り込み宗朗とキスしてしまったことから宗朗の剣姫となる（アニメ版では、一度宗朗とキスしようとしたが条件反射的に拒んでしまい、契を結んでいない。第1話のプロローグシーンでは、マスターサムライとなっていて、千姫や十兵衛達と共に闘っていた）。
性格はMで百合気質だが、契約してからは宗朗に対して頬を染めることもある。
第2期からは、又兵衛と同じく千をお守りできないことを気にし始める。又兵衛の後に宗明と契りを交わし、大鬼に捕まった千を助けるため、7人目の剣姫となった。背格好はサムライというより忍者に近い。
武器は忍者刀に装甲スカートの下に隠されている無数の手裏剣。アニメ版では手裏剣にワイヤーが仕込まれており射出直後に回収可能で敵を拘束することもできる。
直江 兼続（なおえ かねつぐ）
声 - 豊崎愛生
かつて上杉氏に仕えていた直江兼続の名を継ぐ、「愛」と彫られた髪留めをしているツインテールの少女で、自称「愛の戦士」。身長155cm。
米沢藩出身で中等部に所属。幸村の幼馴染で、米沢校舎にいた頃からひどい目にあわされている。
当初は刺客として宗朗を狙っていたが、式神によって仮死状態に陥った際、助けるために宗朗がキスしたことで宗朗の剣姫となる（アニメ版では、契を結んでいないが、ところどころ期待している行動が見受けられる。第1話のプロローグシーンでは、マスターサムライとなって十兵衛達と共に闘っていた）。
十兵衛に唯一決まった呼び方をされておらず、毎回変わった呼び方に突っ込みをいれている（ぐつぐつ・ぐっちゃん・ぐっちょりなど）。普段はお嬢様のような話し方をしているが、怒りがある程度に達すると訛りがでる。
契約後は柳生道場の庭に1畳ほどの犬小屋（兼続曰くコテージ）をつくり、そこに住んでいる。屋根の一部に愛用の大槌を使用している。意外と買い物上手で、米沢にいたころは経理を任されていた。
アニメ版では、契約はされていないまま、なぜか柳生道場にいつの間にか犬小屋コテージを立てて、居座っている。十兵衛以外の女性陣に殴る蹴るなどの散々な扱いを受けている。
第2期では、厄介物・犬扱いされ、しかもダークサムライ4人衆をビラ配りの時に案内してしまったため、自ら評価を悪くしてしまうが、第3話で柳生道場を去ろうとした時、暴走した又右衛門と遭遇してしまい、一緒についてきた佐助を逃がすために殿を務めた。ボロボロにされ最後には川に投げ捨てられ、意識不明状態にまで追い込まれたが、宗朗の必死の呼び声に心が動き、剣姫としての契りが結ばれ、宗朗の5人目の剣姫となる。
武器は木製の大槌で側面には「愛」の文字が彫られており、地面を叩くとスタンプのように文字が浮かび上がる。アニメ版第2期では、暴走した又右衛門により壊されたが、剣姫となったと同時に米独楽付きのNEWハンマーとなる。
猿飛 佐助（さるとび さすけ）
声 - 赤﨑千夏
かつて真田十勇士の1人とされた猿飛佐助の名を幸村より名づけられているオス猿。十兵衛からは「さっちん」と呼ばれている。
第5巻にて飛んできた佐助が宗朗の顔にぶつかった際に契約が成立し剣姫となる。元々は普通の猿だったのだが、幸村が電脳の画面に映していた曼荼羅が佐助の体の内部に取り込まれたことで人間化することが出来るようになった。猿の状態では剣姫の徴はないが、人間化すると臀部に現れる。人間化した際は、背丈が100cmほどになるが耳・尻尾はそのまま猿のままの姿であり、普段から服を着ているわけではないため当然全裸である。
武器は持たず自身の爪で攻撃する。爪は剣姫の力が強まった際に長く鋭い強固なものになる。
アニメ版では、別れた幸村を追って柳生道場に忍び込み、幸村の下着類などを盗んでいた。そのせいで、宗朗を疑われるはめになってしまった。兼続とは犬猿の仲。柳生道場の家計は苦しいという話を聞き、出ていこうとしたが、勝ち逃げされると思い込んだ兼続に道場の敷地内に投げ飛ばされ、受けとめようとした宗朗と接吻したことで剣姫となる。事実上、十兵衛と幸村と千姫に続く4人目の剣姫と言える（しかし、3分間という短い時間しか活動することができない）。佐助がメイド店員になってからは、客足がなかったトゥルーシャドウを繁盛させた。
前田 慶次（まえだ けいじ）
声 - 能登麻美子
テレビアニメ第2期第6話より登場。武應学園塾・米沢分校の出身で、「氣」の達人の傾奇者。女好きで男嫌い、放浪癖があり変装の名人。乗っている大型バイクは「松風」。兼続とは幼馴染で「タタリちゃん」と呼んでいる。兼続に変装し、十兵衛の復活のために「氣」の修練に手を貸し旅立った。
十兵衛からは『マエダケさん』と呼ばれている。
OVA「サムライアフター」では、景勝と共に登場。男嫌いにも関わらず、宗朗に抱き付いたりするなど、かなり彼を気に入っている行動が目立つ。そして、サムライ総選挙を立案した張本人でもある。
上杉 景勝（うえすぎ かげかつ）
声 - 内田真礼
OVA「サムライアフター」より登場。慶次に呼ばれて柳生道場にやってくる会津中将。男染みた言動が目立ち、彼女もまた「氣」の達人で、弓を得意とする。兼続とは昔馴染みで、すごく慕われている。宗明お嫁さん総選挙に慶次が出ると言い出した時、彼女を取られたくない思いで自分も立候補する（骨の髄までレズッ娘）。総選挙に参加してからは宗明に興味を持つようになる。総選挙終了後は慶次と共に再び旅に出ている。
十兵衛からは『とんかつ様』と呼ばれている。

### 生徒会の関係者
慶彦が率いる旗本生徒会の面々。
徳川 千
柳生道場の関係者参照
服部 半蔵 美成
柳生道場の関係者参照
徳川 慶彦（とくがわ よしひこ）
声 - 櫻井孝宏
第25代将軍・慶康の子息で千姫の兄。17歳。ナルシストの傾向が強く、本人の人望は極めて乏しいが第26代将軍の地位を約束されており、武應学園塾生徒会長として塾内で絶大な権勢を振るう。
普段は飄々としているが自分が将軍となるべく父を殺すこともやむなしと考えていたり、御前試合においての豊臣方襲撃の際に傷ついた者に対して名誉なことだと豪語するなど冷徹、策士的な態度が垣間見える。見た目からではわからないが、なかなかに鍛えているようで脱ぐと引き締まった体をしている。腰の辺りに将（将軍?）の証である五芒星の徴が刻まれている。ニアに触った後彼女が去ってからハンカチで拭うなど「女」そのものを嫌っている節がある。
千姫や宗朗に会った時は昔のことで2人をからかったりしており、敵対していても特に嫌っているようではない。むしろ宗朗と契約を交わし傍に置いておきたいと言っているが、これは宗朗の能力を手に入れるためでもあった。しかし宗朗と決別した際には「昔の宗朗はもういないのか」と呟くなど意外と本心から望んでいた様子。
慶彦は宗朗と契の方法が異なり、恐怖（または畏怖）による服従である。
アニメ版第2期では、四郎の野望を打ち砕いた英雄として称えられている。
柳生 義仙（やぎゅう ぎせん）
声 - 水原薫
慶彦の命により列堂義乃という名で宗朗の前に現れた隻眼の少女で、裏柳生家の現当主にして慶彦の剣姫（アニメ版では、別の剣姫となっていて、十兵衛の妹）。スレンダーな体つきの割りに結構な巨乳である（ほぼ又兵衛と同じくらい）。柳生家本来の職である裏方家業（暗殺など）を幼いころから行ってきており性格は残忍なところが強いが愛情を向けられることに飢えている。また、SでもありMでもある。
剣姫としての能力かどうかは曖昧だが、右目の眼帯の下は慶彦との契約を示す五芒星の映った紅い魔眼を持ち、見つめた相手に強制力を働かせることが出来る。しかし、「魔眼の能力を使うにはある程度の時間互いの眼を見つめる必要がある」「一回の支配で一つの強制力しか働かない」「連続使用および長時間の戦闘での使用が不可」など欠点も多い。
正雪との戦闘の際、宗朗を庇い致命傷を負う。その後死亡したと思われていたが、四郎たちによって捕らえられ生かされていた。
その後、正式に宗朗の剣姫となる。
アニメ版では、十兵衛と同じように空から現れ、最初は記憶喪失のフリをして柳生道場に入り込んできた。最初は義彦の手の者と思われていたが、まったく違う勢力、四郎に属する剣姫として登場、宗朗を利用し十兵衛との契約を破棄させようとしていたが、失敗。その後、十兵衛との一騎討ちで共に消滅。十兵衛からは“ぎったん”と呼ばれていた。
アニメ第2期では何事もなかったかのように復活し、四郎が復活するまで宗朗達の所にいることにする。しかも徳川家や幸村ですら知らない剣妃の情報を教え、宗明の剣姫3名（千姫・幸村・兼続）で今知っている発動条件で実験しようとしていたが、どれも失敗で終っている。十兵衛には適当なことを教え、素振り1万回やれば力が戻ると嘘を教える。十兵衛が力を失っているように自分も魔眼の力を失っているが、時間が経つにつれてその力を取り戻していき、鎮護石を破壊する小次郎と又右衛門を止めるために、ニアと胤舜と共に鎮護石を護るため戦い、魔眼の力の本領を発揮する。しかも宗明の人柄にも惹かれている様子。サムライアフターにも登場している。
武器は一見すると長刀にも見える大鋏で二刀に解体することができ、二刀流として戦うことも可能。
松平 尊保（まつだいら たかもり）
武應学園塾生徒会書記長。徳川氏の外戚・松平氏の出であり従兄弟。イエスマンとして慶彦の命令を忠実に履行するが、その正体は正雪だった。
シャルル・ド・ダルタニアン
声 - 小清水亜美
フランス出身で、武應学園高等部に在籍する留学生。17世紀の軍人・ダルタニアンの名を受け継ぎ「ニア」の愛称で呼ばれている。
外交官の娘として生まれ、日本に滞在していた際に武應学園中等部へ編入。その際、慶彦の奸計に嵌められて「将」と「士」の関係に囚われてしまう。そのため、一旦は家族と共にフランスへ帰国したものの単身、武應学園へ戻り慶彦に隷属を強いられている。宗朗に恋心を抱いているような節もあり、柳生道場の面々が危機に陥った場合には力を貸すこともある。実は又兵衛や十兵衛すら凌駕するバストの持ち主。
武器は幅広のクレイモアで戦闘の際は2本のクレイモアを持ち、突く・薙ぐ・斬るとその戦術は多彩である。実は羽根突きの帽子や彼女の着ている服には鋼鉄が仕込まれており、それだけでも30kgを超えている。さらにクレイモア1本の重さがそれに相当し、2本使うとなると総重量はかなりの重さになるのだが目にも留まらぬ速さで戦闘を行っているため剣姫としての能力の高さが窺える。
アニメ版では慶彦に忠誠を誓っていて、宗朗に恋心を抱いている様子もない。一度、慶彦と心得違いをした時は宗朗側についたが、慶彦に対する忠誠心は消えていなく、あぶないところを助けた。それがきっかけで、慶彦の剣姫として契約を果たす。

### 旗本生徒会・生徒会傘下の関係者
生徒会、ひいては現政府に忠誠を誓い慶彦に仕えているものたち。
- 伊達 政宗（だて まさむね）
- 片倉 小十郎 景綱（かたくら こじゅうろう かげつな）
- 藤堂 高虎（とうどう たかとら）
- 井伊 直孝（いい なおたか）
- 細川 忠興（ほそかわ ただおき）

### 豊臣方
かつて豊臣恩顧だった武将の魂を受け継ぎ倒幕のため、その足がかりとして慶彦暗殺を目論んだ者たち。
真田 幸村
柳生道場の関係者参照
後藤 又兵衛
柳生道場の関係者参照
毛利 勝永（もうり かつなが）
かつて大阪の役に大阪城の五人衆として信繁らと共に戦った毛利勝永の名を継ぐ少女。スレンダーながら女らしさのある体つきをしている。元親・全登と共に淀君と名乗る少女の下で正雪の手引きで慶彦暗殺計画を企て、元親・全登の3人の中ではリーダー的存在。実は淀君と名乗る四郎により呪符によって操られていただけだった。第5巻にて元親・全登と共に四郎一派打倒のため、柳生道場の面々と行動を共にすることを申し出る。
武器は大鎌。智将として名が高かった勝永の名を継ぐだけあって知略には富んでいる様子。
長曽我部 盛親（ちょうそかべ もりちか）
かつて大阪の役に大阪城の五人衆として信繁らと共に戦った長曽我部盛親の名を継ぐ小柄な少女。幸村と同じくらいの幼さが残っているがBはあるらしい（幸村評）。
口癖が「…のだ」という特徴的な話しかたをする。勝永と同様に操られていただけだった。
武器は2本の鑓で、投擲すると無数に分裂する。そのまま鑓としても使用可能。水軍を束ねた元親の名を継ぐだけあって水泳は得意な様子。
明石 全登（あかし たけのり）
かつて大阪の役に大阪城の五人衆として信繁らと共に戦った明石全登の名を継ぐ少女でキリシタン。洗礼名はジョアン。
一見すると美少年にも見てとることのできる顔つきをしているが女らしい体つきをしており、口癖が「...である」という特徴的な話しかたをする。勝永と同様に操られていただけだった。
武器は小太刀。変装・隠密が得意な様子。

### 反徳川の人物
天草四郎をリーダーに呪術陣なるものを用いて何かを企んでいる集団。慶彦によると、士でも剣姫でもない者たちらしい。
天草 四郎 時貞（あまくさ しろう ときさだ）
かつて島原の乱を起こし幕府と対立した天草四郎の名を継ぐ少女。当初学園の地下に幻大阪城を作り淀君と名乗り、豊臣方を利用して慶彦や宗朗、2人と契約している剣姫を殺害しようと目論んだが失敗。現在は潜んで機会をうかがっている。舌に五芒星が刻まれている。
奇門遁甲の使い手でそれ以外にも怪しげな術を多数持ち、武蔵らに異能を与えた。
アニメ版では、男となっていてかなりキャラが違う。義仙を使って復活しようとしていたが、十兵衛に阻まれ未遂に終わってしまい、そのまま行方を晦ます。第2期ではダークサムライ4人衆の蘇りには関わっていない。徳川の調べでは復活するには、後100年は必要であると判明。
由比 正雪（ゆい しょうせつ）
松平尊保と名乗り慶彦に近づき殺害を目論んだ、かつて慶安の変を起こし幕府と対立した軍学者・由比正雪の名を継ぐ少女。
武器は引き金のないリボルバー式二丁拳銃で自身の精神力を銃弾として打ち出している。弾数は無限だが撃った銃弾が切り裂かれるなどして消えるか、一定距離まで離れないと次弾が撃てない。また、ある程度自分の意思で軌道をコントロールできるが100mを超えると不可能になるなどの欠点がある。

#### 四剣鬼（ダークサムライ）
天草四郎によって現世に蘇ったサムライ達。宮本武蔵を筆頭に、佐々木小次郎、荒木又右衛門、宝蔵院胤舜から構成される。アニメ2期では大剣鬼によって蘇り、新たな敵として登場する（だが柳生道場と少し交流関係があるため、敵というには程遠いところがある）。特別篇（12.5話）では、なぜか全員十兵衛達と共に慰安旅行に参加していた。
宮本 武蔵（みやもと むさし）
声 - 日笠陽子
二天一流の開祖にして五輪書を書いた剣豪・宮本武蔵の魂を受け継ぐ少女で小次郎と共に行動している。自身の身の手入れには特にこだわらないため小次郎に小言を言われていることがある。小次郎のことを憎からず思っており、ツンデレと見て取れる。剣豪の魂を受け継いでいるだけあって強い者と戦うことを強く望んでおり十兵衛との戦いに心を躍らせている。
この世に召喚される際に四郎に聴力を奪われる。耳にイヤホン型の機械を取り付け異能を得た。それにより1km先に落ちた針の音も聞き分けることが出来る。ただし、どの音も同じ波長で聞こえるため音の強弱はわからない。
アニメ版第2期では、戦闘ではヘッドホンを付けているが、それ以外では外していて、聴力を奪われるというふうに見えなく、いつもどおりに音が聞こえている様子。四郎を倒した十兵衛を求めて、仲間3人と共に柳生道場を訪れたが、なぜかメイド喫茶になっていることに面食らうが、トゥルーシャドウのおいしくなるおまじないがかなりお気に入りとなり、常連客となっている（ダークサムライ4人の中で柳生道場とかなりの交流関係がある）。支払いは徳川公認のブラックカードを使用している。しかも、十兵衛からは“むっちゃん”と呼ばれ、仲良しといった感じである。だが十兵衛のことは“偽物”もしくは“偽十兵衛”と呼んでいる。力に暴走する又右衛門を心配するという仲間思いのところがある。メイド大会で十兵衛と対決した時、彼女が偽物ではなく本物であると確信し、本領発揮した十兵衛と戦えることを待ちわびている。
特別篇（2.5話）では、散歩していた時、銭湯の前で立ち往生している佐助を見つける。その後、佐助を追ってきた十兵衛と共に銭湯に入るのであった。
胤舜が通り魔であると十兵衛に聞き、町を捜索していた時、胤舜が通り魔であると勘違いし、闇討ちする卑怯な行いに激昂。何事も武士道精神に乗っ取っている彼女からすれば許せない行為。怨霊達のせいで4人で柳生道場で果し合いをするはずだったのに、1人で出向くことになる。事実上、本領発揮した十兵衛と勝負はできたが、途中で大剣鬼に取り込まれ、最終的には依り代として利用され、サムライブライドとなった十兵衛と闘わされるが、勝負は敗北。またの再戦を願って成仏した。
武器は幅広の大小2本の太刀で、ニアの持つクレイモアにも打ち負けない強度を誇る。アニメ版では、戦闘モード以外は木刀2本を使っている。しかも、その木刀で石すら真っ二つにするくらい。
佐々木 小次郎（ささき こじろう）
声 - 進藤尚美
かつて巌流島にて武蔵と戦った剣豪・佐々木小次郎の魂を受け継ぐ長身の少女。着物を着ており京訛りで話し、武蔵とは対極に女性らしく髪や肌の手入れを欠かさない。普段は物静かな印象が強いが偵察していた際、武蔵との戦闘中に自身の肌を傷つけたニアに激怒し討とうとするも武蔵に止められるなど激昂すると見境がなくなる。武蔵からは号の「巌流」をとった巌の字と呼ばれているが気に入っていない。しかし、武蔵のことを好いているため常に一緒にいる。
召喚される際には視力を奪われる。眼にゴーグルのような機械でできた眼帯を取り付け異能を得た。暗闇の中でも辞書の文字を読むことができ、物質を三次元的に捉えることが可能。ただし、どれも立体的に見える像であるとしか識別できず質感や強度がわからない。眼を開けることは出来るが、その双眸は真っ赤に染まり、血が滴っているためおそらく眼帯なしでは異能を使えず視えてもいない。
アニメ版第2期では、戦闘では眼帯をつけて戦うが、それ以外の時は外していて、視力も奪われているという様子がない。しかも自分達がなぜ蘇ったのか分かっておらず、それを知りたがっている。だがそれに関心を持たない武蔵に苛立ちを覚え、十兵衛に会いに行っている行動にますます苛立ち、“むっちゃん”と愛称で呼ぶ十兵衛には消えてもらおうという暴挙に出る。眼帯をつけたと同時に十兵衛に催眠術をかけ、階段から飛び降りて殺そうとしたが、復活した義仙に阻止される。義仙を見た時、かなり驚いていて、“天草の巫女”と呼ぶ。武蔵の誘いでメイド大会に参加したが、水着姿で人前に立つことにかなり恥じらいを見せる。決勝戦では、千とスイカ割り対決に参加。戦い時では眼帯をして戦っている彼女からすれば、お手の者であり、ダミーである爆弾を見分け本物へと辿りつくという神技を披露する。
特別篇（4.5話）では、再び柳生道場に侵入し洗濯され干されているメイド服をみつけ、これのせいで武蔵は籠絡されていると思い込んでいた。最初は切り裂こうとしていたが、なぜか兼続のメイド服を試着。その姿に見とれていた所に義仙に見つかり、彼女からメイドとしての心得を学ぶが、メイド服を破かれ、胸と尻を強調させる非常に危ない教えを真に受け、色気ムンムン状態の姿で塒にしている墓場に帰ってきた武蔵を迎えるのであった。この事から非常に天然だと分かる。
自分達の塒に現れた怨霊から自分達のことを聞かされ、真実を知る。彼女も武蔵と同じく、強い者と戦ってみたいという気持ちはある。又右衛門の暴走を抑えるために彼女と行動を共にする。その後、サムライブライドとなった十兵衛と宗明によって取りついていた怨霊が浄化され、成仏した。
武器は反りが大きく自身の背丈よりも長大な大太刀。
荒木 又右衛門（あらき またえもん）
声 - 戸松遥
かつて鍵屋の辻の決闘などで名を馳せた剣客・荒木又右衛門の魂を受け継ぐ少女。中等部ほどの体格でいわゆるギャルの格好をしており「うぜー」などの乱暴な言葉を使うという男勝りな性格をしている。道端の真ん中で携帯電脳を使いながら立っていたため通るものの邪魔になっていた。正雪に対しては相手を見下すような態度を改めなかったが四郎の話が出た途端に動揺しだしたことから、四郎への服従心は強いようである。
召喚される際には両手足を奪われる。爆弾などさまざまなギミックの付いた義手・義足を取り付け異能を得た。
武器は肉厚で刃渡りの広い包丁のような大刀で義手や義足のギミックを応用して複雑な攻撃を繰り出す。
アニメ版第2期では、義手・義足かどうかは不明だが、大刀を平然と振り回す怪力の持ち主。小次郎のように自分も何のために蘇ったのか分かっていない1人。原作と違い、四郎への忠誠心は皆無。武蔵がトゥルーシャドウのおいしくなるおまじないが気に入ってしまったことに、かなりあきれている。しかも、戦うことしか頭にないため、時々暴走することがあり、過去に武蔵とやり合ったが、7日7晩戦っても決着がつかずで終わっていた。第3話では、武蔵以外の相手を探すために町を彷徨っていた所に兼続と出会い、マスターサムライとなった兼続とやり合い、無事に正気を取り戻し、彼女に遠回しなお礼の言葉を送った。メイド大会では勝負事ならなんでも勝つ気満々で、幸村と対決。フラフープ回しで竜巻を起こし見事幸村に勝利。
特別篇（5.0話）では、店でM1グランプリの水着を選んでいた時、千と兼続のセンスのない水着を見て我慢できなく、人目を引く水着をコーディネートしてしまう。サングラスをしていたため、2人には店員と間違えられるのであった。
自分には記憶はないが、謎の黒い気のようなものに体を乗っ取られ、町で通り魔などをやっていて、鎮護石の在り処を聞いて回る。その後、自分がなにをしていたかを知ってしまった後、鎮護石破壊のために行動するが、失敗。そして、小次郎と同じくサムライブライドとなった十兵衛によって浄化され、成仏した。
宝蔵院 胤舜（ほうぞういん いんしゅん）
声 - 佐藤聡美
かつて宝蔵院胤栄が興した十文字槍を用いた宝蔵院流槍術を完成させた宝蔵院胤舜の魂を受け継ぐ小柄な少女。
召喚される際には声を奪われる。口にマスク型の機械を取り付け異能を得る。それにより動物を特殊な波長を伴う声で簡易式神として使役することが出来る。
アニメ版第2期では、戦闘ではマスクをつけて戦っているが、それ以外は外していて、しかも口数は少ないが声を発していた。しかも、オムライスを丸ごとパクリといくくらい。十兵衛を連れてくることを条件に、宗朗に呪いをかける。しかも、サル語が理解できたのか佐助を柳生道場に道案内したのは彼女である。メイド大会では、義仙と旗取り競争をしたが、義仙の反則負けで、事実上勝利した。十兵衛とは通り魔事件時に仲良くなり、「イン子ちゃん」と呼ばれ、かなり嬉しそうな反応をする。謎の通り魔から自分が甦りのことを言われ、そのことについて3人よりもなにか知っている様子。だが自分はそれに抗うことを決め、小次郎と又右衛門の鎮護石破壊を阻止するため2人と対峙するが、最終的に怨霊達の依り代に利用されてしまう。自分も武蔵と同じく、1人の武士として果し合いをしたかったと涙を流す。そして十兵衛に自分を殺してほしいと言ったが、怨霊に支配され十兵衛に牙を向く。最終的にサムライブライドとなった十兵衛に救われ、成仏した。
武器は自身の背丈よりも長い十文字槍。
大剣鬼
四剣鬼を利用していた黒幕で、アニメ版第2期のラストボス。サムライ達の怨霊の集合体。
最初は又右衛門に取りついていたが、胤舜を依り代とし、武蔵と小次郎と又右衛門を取り込んで、鎮護石を護る結果を破壊するため巨大な怪物と化す。最後は武蔵を依り代にした。

## 用語
大日本国
現在の年号は平誠。
明治の大改革により身分制度や封建制度が廃止され、中央集権国家と変革した。国家は欧米列強の干渉を跳ね返し、日本の独立を守り抜いた。
大正デモクラシーを経て民主主義が普及し、大日本帝国憲法を定めている。
徳川家
かつて関が原にて豊臣勢を下し、天下を手にした一族。外様大名の反乱、諸外国の政府干渉を跳ね返し、現在に至る。現在でも天領400万石と絶大な支配力を持ち、幕府筆頭は世襲制を取っており、現在の当主は第25代将軍・徳川慶康。
豊臣方
かつて関が原にて徳川と覇を争った豊臣家の末裔、および豊臣恩顧の武家の出である者をさす（豊臣家は実質上、断絶している）。永きに渡って天下に君臨し続けている徳川幕府を倒し、新たな自由国家の建国を企てている。
武應学園塾
霊峰富士の裾野に広大なキャンパスを構える国が管轄している学園塾。大日本国の将来を担う人材を育成するために作られた。全国に保育舎、幼稚舎、大学院とその関連機関を持つ。
表向きには武士と階級は廃止されたが、ここに集う生徒はすべて武士・武家の子女であり、生徒たちは普段から帯刀し、士道に適えばいかなる場所、時間、どんな相手であっても生徒同士の勝負が認められている治外法権地帯である。
武應学園塾生徒会
通称：旗本生徒会。徳川の親藩、譜代大名家の子息のみで組織されており、二の丸・三の丸まである生徒会城で活動している。服部忍群のくの一のみで組織された半蔵率いる風紀委員会も管理している。
将
士をまとめ、士と契約することで自身の剣姫とする素質のある人間のこと。本来は将軍家の家系にしか現れることがない。
士と契約しない限り剣姫を生み出すことはできない（宗朗は士であるかどうかわからなかった半蔵にキスした際に剣姫化させているが、それが将の能力なのか宗朗の素質なのかは不明である）。剣姫化させられる士の数は存在が希少であるために限られているが、将1人当たりが契約できる人数に制限はない。
将を束ねることのできる将軍という存在であると慶彦は言っているが、実際は不明。将によって契約方法は異なっており、宗朗はキス、慶彦は心を縛るという契約方法を持つ。
士（サムライ）
武や軍略に優れている先祖を持ち、その先祖の名を継いでいる、もしくはその武家の出の人間のこと。体のどこかに桜の花の痣があり、士は女子からのみ出現する。その理由は、士と対となる将が男子から出現するためである。剣姫化すると、痣はその将の体に刻まれている徴になる。
剣姫（マスターサムライ）
将と契約した士のこと。元々士は身体能力や頭脳に秀でているが、それをさらなる高みへ昇華した存在。肉体的変化のみではなく、特殊能力を得ることができる。幸村の仮説では剣姫のさらに上を行く「剣妃（サムライブライド）」になることができるという（剣姫と違い剣妃は将1人につき1人のみらしい）。
奇門遁甲
香を使い対象者に幻影を見せる術。その間に対象者の体内へ術式や式神を組み込むこともでき、式神を組み込まれた者は剣姫に匹敵する力を得るが、代償として体力を削り取られ、場合によっては死に至ることもある。
剣鬼（ダークサムライ）
小説では天草に、アニメ第2期では怨霊たちによって蘇らされ、利用されていた存在。
蘇りの際に体の一部を失っており、絡繰でそれを補っている。事情を知る前は、ただ強い者と戦ってみたいという侍的な連中だった。
氣（き）
自然界に存在するエネルギー。それを自在に操ることで、将と契りを結ばなくても剣姫クラスの強さを発揮できる。
アニメ版では、剣鬼（ダークサムライ）4人と慶次1人だけだったが、実際には剣姫化している十兵衛と幸村と千も無自覚のまま使っていたことが発覚している。
十兵衛たちは第1期では黒だったが、慶次の修行により赤に変色、剣鬼（ダークサムライ）は青、義仙は白、シャルは黒とそれぞれ色分けされている。

## 小説
- すずきあきら（著） / Niθ（イラスト） 『百花繚乱 SAMURAI GIRLS』 ホビージャパン〈HJ文庫〉、全17巻
  1. 2009年3月1日初版発行、ISBN 978-4-89425-834-1
  2. 2009年7月1日初版発行、ISBN 978-4-89425-901-0
  3. 2009年11月1日初版発行、ISBN 978-4-89425-957-7
  4. 2010年3月1日初版発行、ISBN 978-4-7986-0006-2
  5. 2010年7月1日初版発行、ISBN 978-4-7986-0078-9
  6. 2010年10月1日初版発行、ISBN 978-4-7986-0122-9
  7. 2010年12月28日初版発行、ISBN 978-4-7986-0168-7
  8. 2011年4月30日初版発行、ISBN 978-4-7986-0226-4
  9. 2011年9月1日初版発行、ISBN 978-4-7986-0284-4
  10. 2011年12月28日初版発行、ISBN 978-4-7986-0335-3
  11. 2012年4月27日初版発行、ISBN 978-4-7986-0395-7
  12. 2012年8月31日初版発行、ISBN 978-4-7986-0454-1
  13. 2012年12月26日初版発行、ISBN 978-4-7986-0526-5
  14. 2013年3月26日初版発行、ISBN 978-4-7986-0582-1
  15. 2013年6月28日初版発行、ISBN 978-4-7986-0627-9
  16. 2014年1月26日初版発行、ISBN 978-4-7986-0749-8

## フィギュア
ホビージャパンと各メーカーがコラボした1/8スケールフィギュア。詳細は百花繚乱公式サイトを参照。
- アルター
  - 柳生十兵衛（2009年10月発売、2010年8月再版）
  - 真田幸村（月刊ホビージャパン誌上限定販売、2010年1月発売）
  - 服部半蔵（月刊ホビージャパン誌上・メルマガ会員限定販売、2010年4月発売）
  - 柳生十兵衛 水着Ver.（月刊ホビージャパン誌上・メルマガ会員1500体限定販売、2010年4月発売）
  - 千姫（2010年7月発売）
  - 真田幸村Version 2.0（月刊ホビージャパン誌上限定販売、2011年3月発送）
  - 後藤又兵衛 付属：猿飛佐助（月刊ホビージャパン誌上限定販売、2011年5月発送）
- メガハウス
  - クイーンズゲイト 覚醒せし剣姫 柳生十兵衛（月刊ホビージャパン誌上限定販売、2011年1月発売）
  - クイーンズゲイト 徳川の美姫 千姫（月刊ホビージャパン誌上限定販売、2011年9月発送）
- あみあみ
  - 真田幸村 制服Ver.（ほびーちゃんねる限定受注、2011年7月発送）
  - 直江兼続 お風呂掃除Ver.（ほびーちゃんねる限定受注、2012年1月発送）
- スカイチューブ
  - 柳生十兵衛 水着ver.（1/7スケール、2011年7月発売）
  - 千姫 水着ver.（1/7スケール、2011年10月発売）

## 漫画
小説版の公式コミカライズが、ほびーちゃんねるコミックコーナーにて2010年6月より2011年4月まで連載され、終盤は単行本で描き下ろし。HJコミックスより発売。作画はしらゆき昭士郎。
1. 『百花繚乱』2010年11月25日初版発行、ISBN 978-4-7986-0145-8
2. 『百花繚乱 弐』2011年6月25日初版発行、ISBN 978-4-7986-0241-7

アニメ放送に先駆けて「モバイルサイト・メディアファクモバイル」にてコミカライズが2010年9月より2011年10月まで連載された。同コミカライズは第1話のみ「コミックアライブ」同年11月号に先行掲載。MFコミックス アライブシリーズより発売。作画は岩崎じゅんいち。
1. 『百花繚乱サムライガールズ1』2010年11月22日初版発行、ISBN 978-4-8401-3705-8
2. 『百花繚乱サムライガールズ2』2011年10月22日初版発行、ISBN 978-4-8401-4047-8

ホビージャパンの運営する閲覧無料webコミック誌「コミック・ダンガン」が2011年12月より2013年1月までセブン・スピアが連載された。作画は八乃多々良。
1. 『百花繚乱〜セブン・スピア〜1』2012年8月27日初版発行、ISBN 978-4-7986-0448-0
2. 『百花繚乱〜セブン・スピア〜2』2013年3月27日初版発行、ISBN 978-4-7986-0560-9

ホビージャパンの運営する閲覧無料webコミック誌「コミック・ダンガン」が2013年3月より2013年9月までサムライブライドが連載された。作画は緋尾乃嵩巳・演出は八乃多々良。
1. 『百花繚乱 サムライブライド1』2013年3月27日初版発行、ISBN 978-4-7986-0562-3
2. 『百花繚乱 サムライブライド2』2013年9月27日初版発行、ISBN 978-4-7986-0673-6

ホビージャパンの運営する閲覧無料webコミック誌「コミック・ダンガン」が2013年3月より2014年2月まで兼続&ニアの生活向上委員会が連載された。13話から23話までは単行本未収録。作画は刻田門大。
1. 『百花繚乱 兼続&ニアの生活向上委員会1』2013年3月27日初版発行、ISBN 978-4-7986-0561-6

また、カラーの4コマコミックが、公式サイトにて2009年7月より2013年6月まで連載（不定期更新）。作画は風華チルヲ。未単行本化。

## アニメ
2010年3月にテレビアニメ化が発表され、『百花繚乱 サムライガールズ』（ひゃっかりょうらん サムライガールズ）のタイトルで2010年10月から12月まで独立UHF局、AT-Xにて放送された。全12話本放送に先駆けてTOKYO MXでは2010年9月3日に第1話が先行放送された。
2012年10月よりチバテレビにて再放送され、2013年1月よりAT-X、テレ玉、tvkにて再放送、チバテレビにて再々放送された。
2012年12月に第2期の制作決定が発表され、『百花繚乱 サムライブライド』（ひゃっかりょうらん サムライブライド）のタイトルで2013年4月より6月までAT-X、チバテレ、TOKYO MX、サンテレビ、テレビ愛知、BS11にて放送された。
なお2015年1月に発売される画集『Niθ ART WORKS Vol.2 続・艶姿戯画 上巻』の付録として、『サムライブライド』のその後を描いた新作OVA『百花繚乱 サムライアフター』の第1話が収録されたBlu-ray discが添付（同年4月13日にAT-Xにて放送）。第2話は同年7月1日発売の『続・艶姿戯画 下巻』に収録される。

### スタッフ（アニメ）
|                                   | 第1期                       | 第2期                       | OVA               |
| --------------------------------- | --------------------------- | --------------------------- | ----------------- |
| 原作                              | すずきあきら                | すずきあきら                | すずきあきら      |
| キャラクター原案                  | Niθ                         | Niθ                         | Niθ               |
| 監督                              | KOBUN                       | KOBUN                       | 福島利規          |
| 副監督                            | N/A                         | 佐藤清光                    | N/A               |
| シリーズ構成                      | 金月龍之介                  | 西園悟                      | N/A               |
| キャラクターデザイン ・総作画監督 | 宮澤努                      | 宮澤努                      | 宮澤努            |
| 美術監督                          | 東潤一                      | 東潤一                      | 東潤一            |
| 美術設定                          | 青木智由紀、綱頭瑛子        | 高橋武之                    | N/A               |
| 色彩設定                          | 阿部みゆき                  | 阿部みゆき                  | 阿部みゆき        |
| 撮影監督                          | 浅川茂輝                    | 浅川茂輝                    | 浅川茂輝          |
| 編集                              | たぐまじゅん                | 瀬山武司                    | 瀬山武司          |
| 音響監督                          | 明田川仁                    | 明田川仁                    | 明田川仁          |
| 音楽                              | 加藤達也                    | 加藤達也                    | 加藤達也          |
| プロデューサー                    | 関根龍二                    | 関根龍二                    | 関根龍二          |
| プロデューサー                    | 田中信作、臼井久人 畠山拓郎 | 伊藤誠、畠山拓郎 越中おさむ | 横田正明 柳沢祐介 |
| 制作プロデューサー                | 越中おさむ、小澤一由        | 野崎慎太郎                  |                   |
| プロデュース                      | ジェンコ                    | ジェンコ                    | ジェンコ          |
| 制作                              | アームス                    | アームス                    | アームス          |
| 製作                              | 百花繚乱 パートナーズ       | 百花繚乱SB パートナーズ     | ホビージャパン    |

### 主題歌
第1期
オープニングテーマ「Last vision for last」
作詞 - 畑亜貴 / 作曲・編曲 - 上松範康（Elements Garden） / 歌 - 飛蘭
エンディングテーマ「恋にせっせ通りゃんせ」
作詞 - 畑亜貴 / 作曲 - 福本公四郎・村井大 / 編曲 - 高田暁
歌 - サムライガールズ 〜柳生十兵衛・真田幸村・徳川千〜（悠木碧・釘宮理恵・寿美菜子）

第2期
オープニングテーマ「AI DO.」（第1-11話）
作詞 - 畑亜貴 / 作曲・編曲 - nyanyannya（Team.ねこかん[猫]） / 歌 - 橋本みゆき
エンディングテーマ「結局、偶然で候」（第1-11話）
作詞・作曲・編曲 - ZAQ / 歌 - 柳生十兵衛（悠木碧）・真田幸村（釘宮理恵）・徳川千（寿美菜子）

### 各話リスト
| 話数     | サブタイトル           | 脚本                | 絵コンテ       | 演出       | 作画監督                                                                              |
| -------- | ---------------------- | ------------------- | -------------- | ---------- | ------------------------------------------------------------------------------------- |
| 第壱話   | はじめての忠           | 金月龍之介          | KOBUN          | 佐々木真哉 | 魚田尹夫 宮澤努（アバンパート）                                                       |
| 第弐話   | 裸体転生               | 金月龍之介          | まついひとゆき | 藤本義孝   | Chang Bum-Chul                                                                        |
| 第参話   | 剣姫の正体             | 金月龍之介          | 臼田美夫       | 中川聡     | 藤原未来夫                                                                            |
| 第肆話   | ねえ忠してよ?          | 金月龍之介 門田祐一 | 斉藤哲人       | 藤本義孝   | Eum Ik-Hyun、Sin Je-Ik                                                                |
| 第伍話   | 愛の戦士、登場         | 金月龍之介          | 寺岡巌         | 川西泰二   | 河野よしたか 富山大輔（補佐）                                                         |
| 第陸話   | 襲い来る、海の怪物     | 金月龍之介          | 木村真一郎     | 佐々木真哉 | りんしん 富山大輔（補佐）                                                             |
| 第漆話   | 大日本を覆う影         | 竹内利光            | 臼田美夫       | 吉田俊司   | 藤田正幸、斉藤和也                                                                    |
| 第捌話   | 忠の奴隷               | 金月龍之介          | 寺岡巌         | 藤本義孝   | Chang Bum Chul                                                                        |
| 第玖話   | 将の帰還               | 金月龍之介          | 浅利藤彰       | 清水聡     | 藤原未来夫                                                                            |
| 第拾話   | 魔眼の牢獄             | 竹内利光            | 藤本義孝       | 藤本義孝   | Eum Ik-Hyun、Park Chang-Hwan                                                          |
| 第拾壱話 | 仏蘭西から来たサムライ | 金月龍之介          | 依田正彦       | 橋口洋介   | 清水勝祐、藤田正幸 臼田美夫、Park In-Hee                                              |
| 第拾弐話 | さよならの忠           | 金月龍之介          | 寺岡巌         | 藤本義孝   | 宮澤努、りんしん Chang Bum-Chul、Cha Sung-ll Choi Hee-Eun、Han Seung-Jin Jo Young-Rae |

| 話数     | サブタイトル | 脚本   | 絵コンテ          | 演出         | 作画監督                                                     | 十兵衛のつぶやき                         |
| -------- | ------------ | ------ | ----------------- | ------------ | ------------------------------------------------------------ | ---------------------------------------- |
| 第壱話   | 真陰、開幕   | 西園悟 | 佐藤清光          | 佐藤清光     | 石橋有希子、宇都木勇 Park Myoung-Hun                         | 十兵衛ニセモノじゃないもん               |
| 第弐話   | 忠、ふたたび | 西園悟 | 中原れい          | 松本マサユキ | Chang Bum-chul、Lee Sang-min                                 | 千姫さんの裸踊り見たかったな             |
| 第参話   | 愛と忠       | 西園悟 | 川西泰二          | 川西泰二     | Eum Ik-hyun、Park Myeong-Hun Kim Yoon-Jeong、Park Chang-Hwan | ぐつぐつさん今日はかっこいい             |
| 第肆話   | 将の花嫁     | 西園悟 | 島津裕行          | 萩原露光     | しまだひであき、服部憲知                                     | ぎったんまたはさんだのかな               |
| 第伍話   | 冥土争覇     | 西園悟 | 佐藤清光          | 佐藤清光     | りんしん、宇都木勇                                           | むっちゃんにやっとわかってもらえたよ     |
| 第陸話   | 噂の傾奇者   | 西園悟 | 斎藤哲人          | 松本マサユキ | Chang Bum-chul、Lee Sang-min                                 | 女のロマンてなんだろおいしいのかな       |
| 第漆話   | 解除不能!    | 西園悟 | 川西泰二          | 川西泰二     | Park Hong-Keun、Eum Ik-hyun Park Myeong-Hun、Kim Yoon-Jeong  | まえだけさんまたいっしょに修行しようね   |
| 第捌話   | 謎の影       | 西園悟 | 渡邊哲哉          | 萩原露光     | しまだひであき、服部憲知                                     | 神社のハトってなんだかこわかったなあ     |
| 第玖話   | 新たな剣姫   | 西園悟 | 島津裕行          | 小柴純弥     | Chang Bum-chul、Park Hong-Keun Park Hey-Ran                  | いんこちゃんたちチンゴ石欲しいのかな     |
| 第拾話   | 鎮護石の秘密 | 西園悟 | 柊蜻蛉            | 川西泰二     | Park Myeong-Hun、Kim Yoon-Jeong Eum Ik-hyun                  | チンゴ石の結界こわしちゃってごめんなさい |
| 第拾壱話 | 対決の刻     | 西園悟 | 斉藤哲人          | 清水明       | 嘉村弘之、内原茂 森田実                                      | もっとたくさんムサシと戦いたかったな     |
| 第拾弐話 | 剣妃、誕生   | 西園悟 | 斎藤哲人 中原れい | 佐藤清光     | 柳瀬譲二、清水勝祐 Park Hong-Keun、Shin-Hey-Ran              |                                          |

| 話数   | サブタイトル         | 脚本       | 絵コンテ | 演出     | 作画監督                                                             |
| ------ | -------------------- | ---------- | -------- | -------- | -------------------------------------------------------------------- |
| 第壱話 | サムライ総選挙       | 大久保昌弘 | 福島利規 | 福島利規 | 岡崎伸浩                                                             |
| 第弐話 | サムライウェディング | 大久保昌弘 | 福島利規 | 福島利規 | Park Myeong-Hun、Park Chamg-Fwan Lee Sang-Yoon、Seo Jin-Won 岡崎伸浩 |

### 放送局
| 放送地域 | 放送局             | 放送期間                  | 放送日時           | 放送系列       | 備考                                             |
| 第1期    | 第1期              | 第1期                     | 第1期              | 第1期          | 第1期                                            |
| -------- | ------------------ | ------------------------- | ------------------ | -------------- | ------------------------------------------------ |
| 千葉県   | チバテレビ         | 2010年10月3日 - 12月19日  | 日曜 24:30 - 25:00 | 独立UHF局      |                                                  |
| 神奈川県 | tvk                | 2010年10月3日 - 12月19日  | 日曜 25:30 - 26:00 | 独立UHF局      | SD放送 額縁                                      |
| 埼玉県   | テレ玉             | 2010年10月4日 - 12月20日  | 月曜 25:00 - 25:30 | 独立UHF局      |                                                  |
| 東京都   | TOKYO MX           | 2010年10月5日 - 12月21日  | 火曜 25:30 - 26:00 | 独立UHF局      | ハイビジョン放送                                 |
| 愛知県   | テレビ愛知         | 2010年10月5日 - 12月21日  | 火曜 25:58 - 26:28 | テレビ東京系列 | ハイビジョン放送                                 |
| 兵庫県   | サンテレビ         | 2010年10月6日 - 12月22日  | 水曜 26:10 - 26:40 | 独立UHF局      | SD放送 額縁                                      |
| 日本全域 | AT-X               | 2010年10月11日 - 12月27日 | 月曜 9:00 - 9:30   | CS放送         | リピート放送あり                                 |
| 第2期    |                    |                           |                    |                |                                                  |
| 日本全域 | AT-X               | 2013年4月5日 - 6月21日    | 金曜 22:30 - 23:00 | CS放送         | 製作委員会参加 リピート放送あり 視聴年齢制限あり |
| 千葉県   | チバテレ           | 2013年4月7日 - 6月23日    | 日曜 24:30 - 25:00 | 独立局         |                                                  |
| 東京都   | TOKYO MX           | 2013年4月8日 - 6月24日    | 月曜 24:30 - 25:00 | 独立局         |                                                  |
| 兵庫県   | サンテレビ         | 2013年4月9日 - 6月25日    | 火曜 25:30 - 26:00 | 独立局         |                                                  |
| 愛知県   | テレビ愛知         | 2013年4月9日 - 6月25日    | 火曜 26:05 - 26:35 | テレビ東京系列 |                                                  |
| 日本全域 | BS11               | 2013年4月11日 - 6月27日   | 木曜 24:00 - 24:30 | BS放送         | 『ANIME+』枠 第1期は未放送                       |
| 日本全域 | ニコニコ生放送     | 2013年4月11日 - 6月27日   | 木曜 24:30 - 25:00 | ネット配信     |                                                  |
| 日本全域 | ニコニコチャンネル | 2013年4月11日 - 6月27日   | 木曜 25:00 更新    | ネット配信     |                                                  |
| 日本全域 | バンダイチャンネル | 2013年4月12日 - 6月28日   | 金曜 12:00 更新    | ネット配信     | 第1話のみ無料 個別課金による有料配信             |

### 映像特典
第1期
『OVA 百花繚乱 サムライガールズ 〜乙女♥嬉し恥ずかし将士の契り〜』
第1期DVD&Blu-ray各巻収録の映像特典の短編エピソード。
- エンディング曲『恋にせっせ通りゃんせ』

| 話数       | サブタイトル     | 脚本     | 絵コンテ | 演出     | 作画監督     |
| ---------- | ---------------- | -------- | -------- | -------- | ------------ |
| 絵巻其の壱 | 十兵衛が胸キュン | 門田祐一 | 宮澤努   | 浅利藤彰 | Park In-llee |
| 絵巻其の弐 | 千姫接吻指南     | 門田祐一 | 臼田美夫 | 臼田美夫 | 臼田美夫     |
| 絵巻其の参 | 乙女海岸物語     | 門田祐一 | 浅利藤彰 | 浅利藤彰 | Lee Sang-Min |
| 絵巻其の肆 | 兼続から幸村へ   | 岡篤志   | 浅利藤彰 | 浅利藤彰 | Park In-Hee  |
| 絵巻其の伍 | 義仙淫靡な罠     | 岡篤志   | 浅利藤彰 | 浅利藤彰 | Lee Sang-Min |
| 絵巻其の陸 | 乙女撮影秘話     | 岡篤志   | 浅利藤彰 | 浅利藤彰 | Park In-Hee  |
『風華チルヲ描き下ろし音声付4コママンガ』
DVD&Blu-ray各巻収録の風華チルヲ描き下ろし4コマ漫画。
| 巻数 | サブタイトル                 |
| ---- | ---------------------------- |
| 1    | はじめての通報               |
| 1    | ハァハァ委員長               |
| 2    | ツンデレなんだからねッ       |
| 2    | 舎弟                         |
| 3    | 兼続の本体                   |
| 3    | 突撃!愛の戦士                |
| 4    | ハアハアもハイテクの時代です |
| 4    | はじめてのチッス             |
| 5    | 実録!柳生十兵衛はMなのか?    |
| 5    | もみもみしちゃうぞっ!        |
| 6    | 小さな恋のメロディ           |
| 6    | 百花繚乱!                    |

第2期
第2期DVD&Blu-ray各巻収録の映像特典の短編エピソード。
| 巻数 | サブタイトル                | 脚本   | 絵コンテ・演出 | 総作画監督 | 作画監督       |
| ---- | --------------------------- | ------ | -------------- | ---------- | -------------- |
| 1    | 2.5話 佐助と武蔵が銭湯で    | 西園悟 | 柊蜻蛉         | 宮澤努     | Chang Bun-Chul |
| 2    | 4.5話 小次郎のメイド修行    | 西園悟 | 柊蜻蛉         | -          | Chang Bun-Chul |
| 3    | 5.0話 最高の水着            | 西園悟 | 柊蜻蛉         | -          | Hue Hye-Jung   |
| 4    | 7.0話 豊乳計画              | 西園悟 | 柊蜻蛉         | -          | Chang Bun-Chul |
| 5    | 10.5話 ダルタニアンレポート | 西園悟 | 柊蜻蛉         | -          | Chang Bun-Chul |
| 6    | 12.5話 砂浜の乙女たち[注 4] | 西園悟 | 柊蜻蛉         | -          | Hue Hye-Jung   |

OVA
OVA収録の映像特典の短編エピソード。
| 巻数 | サブタイトル                | 絵コンテ・演出 | 作画監督      |
| ---- | --------------------------- | -------------- | ------------- |
| 1    | 景勝のドキドキ♥妄想新婚日記 | 柊蜻蛉         | Han Jang E    |
| 2    | 千のドキドキ♥妄想新婚日記   | 柊蜻蛉         | Lee Sang Yoon |

### Blu-ray / DVD
2010年8月25日に「零巻」として『ガールズ開花宣言!咲き乱れちゃう限定版!!』がメディアファクトリーより発売された。内容は無修正版のプロモーションビデオと出演声優によるトークを収録。
また、2013年2月27日に第1期全話収録のBlu-ray BOXが発売された。
| 巻数        | 収録話             | 発売日         | 規格品番  | 規格品番  |
| 巻数        | 収録話             | 発売日         | Blu-ray   | DVD       |
| ----------- | ------------------ | -------------- | --------- | --------- |
| 零巻        | PV                 | 2010年8月25日  | N/A       | ZMBZ-5666 |
| 第一巻      | 第壱話・第弐話     | 2010年11月25日 | ZMXZ-5881 | ZMBZ-5871 |
| 第二巻      | 第参話・第肆話     | 2010年12月22日 | ZMXZ-5882 | ZMBZ-5872 |
| 第三巻      | 第伍話・第陸話     | 2011年1月26日  | ZMXZ-5883 | ZMBZ-5873 |
| 第四巻      | 第漆話・第捌話     | 2011年2月23日  | ZMXZ-5884 | ZMBZ-5874 |
| 第五巻      | 第玖話・第拾話     | 2011年3月30日  | ZMXZ-5885 | ZMBZ-5875 |
| 第六巻      | 第拾壱話・第拾弐話 | 2011年4月27日  | ZMXZ-5886 | ZMBZ-5876 |
| Blu-ray BOX | 全拾弐話           | 2013年2月27日  | ZMAZ-8370 | N/A       |

| 巻数   | 収録話             | 発売日         | 規格品番  | 規格品番  |
| 巻数   | 収録話             | 発売日         | Blu-ray   | DVD       |
| ------ | ------------------ | -------------- | --------- | --------- |
| 第一巻 | 第壱話・第弐話     | 2013年6月26日  | ZMXZ-8671 | ZMBZ-8681 |
| 第二巻 | 第玖話・第拾話     | 2013年7月24日  | ZMXZ-8672 | ZMBZ-8682 |
| 第三巻 | 第参話・第肆話     | 2013年8月28日  | ZMXZ-8673 | ZMBZ-8683 |
| 第四巻 | 第伍話・第陸話     | 2013年9月25日  | ZMXZ-8674 | ZMBZ-8684 |
| 第五巻 | 第玖話・第拾話     | 2013年10月30日 | ZMXZ-8675 | ZMBZ-8685 |
| 第六巻 | 第拾壱話・第拾弐話 | 2013年11月27日 | ZMXZ-8676 | ZMBZ-8686 |

### 関連商品
CD
全てLantisより発売。
- キャラクターソングミニアルバム「百花繚乱 サムライガールズ CHARACTER SONGステーション -SAMURAI THE SHOW!!-」（2010年12月8日、LACA-15072）
- 『百花繚乱 サムライガールズ』オリジナル・サウンドトラック〜沁・伎・躰〜（2010年12月22日、LACA-9201）

書籍
- 『百花繚乱 サムライガールズ 大百花』（百花繚乱パートナーズ編、ホビージャパン、2011年2月10日発売、ISBN 978-4-79-860184-7）
- 『百花繚乱 サムライブライド 超百花』（百花繚乱パートナーズ編、ホビージャパン、2013年8月28日発売、ISBN 978-4-79-860660-6）

## Webラジオ

### 百花繚乱 ラジオガールズ（第1期）
ランティスウェブラジオにてアニメ連動で2010年9月17日から配信開始、2011年1月21日最終更新。隔週金曜日更新で全10回が配信された。
パーソナリティは、柳生十兵衛役の悠木碧と、徳川千（千姫）役の寿美菜子の2人である。
番組略称と番組挨拶は、リスナーからのメールでしばしば変わったが、略称は「花ラジ（はならじ）」と「ラジガ」になった。番組独自のフレーズとして、めでたいときに言う「マジ寿」と突っ込みの「それ悠木（=言う気）」がある。
隔週金曜日更新。過去4回（最新号含め5回）バックナンバー配信中。
コーナー
- 苗字帯刀・切捨御免!
- お願いマニフェスト! 〜百花繚乱姫諸法度〜
- マスターサムライを探せ!
- 武應学園塾 歴史館

ゲスト
- 2010年10月29日 #04 飛蘭（OP主題歌歌手）
- 2010年11月26日 #06 平川大輔（柳生宗朗 役）
- 2010年12月24日 #08 後藤沙緒里（服部半蔵 役）
- 2011年1月21日 #10
  - 藤野敦（東京学芸大学附属高等学校日本史教諭）
  - KOBUN（アニメ監督、メッセージ出演）

#### ラジオCD
『百花繚乱 スーパーラジオガールズ』がラジオ最終回直後の2011年1月26日に発売された。2枚組、収録時間145分。
「本当の最終回」にあたる新録である。ただし配信最終回収録前に収録された。パーソナリティは本編と同じ悠木碧と寿美菜子で、ゲストとして直江兼続役の豊崎愛生が出演し、KOBUN監督がメッセージ出演した。

### 百花繚乱 ラジオガールズ ブライド（第2期）
ランティスウェブラジオにてアニメ連動で2013年5月10日から配信開始、9月14日最終更新。不定期更新で全10回が配信された。
パーソナリティは、柳生十兵衛役の悠木碧。
不定期更新。過去4回（最新号含め5回）バックナンバー配信中。
コーナー

ゲスト
- 2013年5月10日 #01 豊崎愛生（直江兼続 役）
- 2013年5月24日 #02 水原薫（柳生義仙 役）
- 2013年6月07日 #03 寿美菜子（徳川千 役）
- 2013年6月24日 #04 寿美菜子
- 2013年7月19日 #06 橋本みゆき（OP主題歌歌手）
- 2013年9月10日 #09 寿美菜子
- 2013年9月14日 #10 寿美菜子、すずきあきら（原作者）

## ゲームなど

### ゲームブック
クイーンズゲイト
ホビージャパンによるゲームブックシリーズ。
2010年9月30日に『覚醒せし剣姫 柳生十兵衛』が発売。2011年4月28日に『剣姫軍師 真田幸村』が発売。

### トレーディングカードゲーム
プレシャスメモリーズ
ムービックとエンスカイによるトレーディングカードゲーム。2011年6月30日にスターターキット・ブースターパックが発売された。

### ソーシャルゲーム
女神乱戦☆ビーナスマスター!
2012年にニジボックスによりMobage・GREE・mixiゲームで配信されていたソーシャルゲーム。初期画面の属性選択のうちの1つに『百花繚乱 サムライガールズ』が選択でき、カードが登場している。ゲームの内容は召喚士「ビーナスマスター」となって悪の組織「ダークヴィナス」を美戦士（ビーナス）の力で撃破するというもの。
百花繚乱サムライガールズ
2014年にNextNinjaによりGREEで配信されたソーシャルゲーム。年齢制限付きで配信されている。「GREE Platform Award 2014」にて特別賞を受賞。

### ブラウザゲーム
百花繚乱 -パッションワールド-
2020年5月25日にCTWによりHTML5ゲームプラットフォーム「G123」で配信されたブラウザゲーム。放置系RPG。キャラクターボイスあり。Niθが新しく描き下ろしたオリジナルキャラクター「石田三成」も登場する。

### パチンコ
- CR百花繚乱 サムライガールズ（2013年9月、平和）
- CR百花繚乱 サムライブライド（2018年10月、平和）
- P百花繚乱（2023年9月、ディ・ライト）

### パチスロ
- パチスロ百花繚乱 サムライガールズ（2015年10月、DAXEL）
- パチスロ 百花繚乱 サムライガールズ（2021年6月、エンターライズ）